# Ryti-Ribbentrop-Vertrag

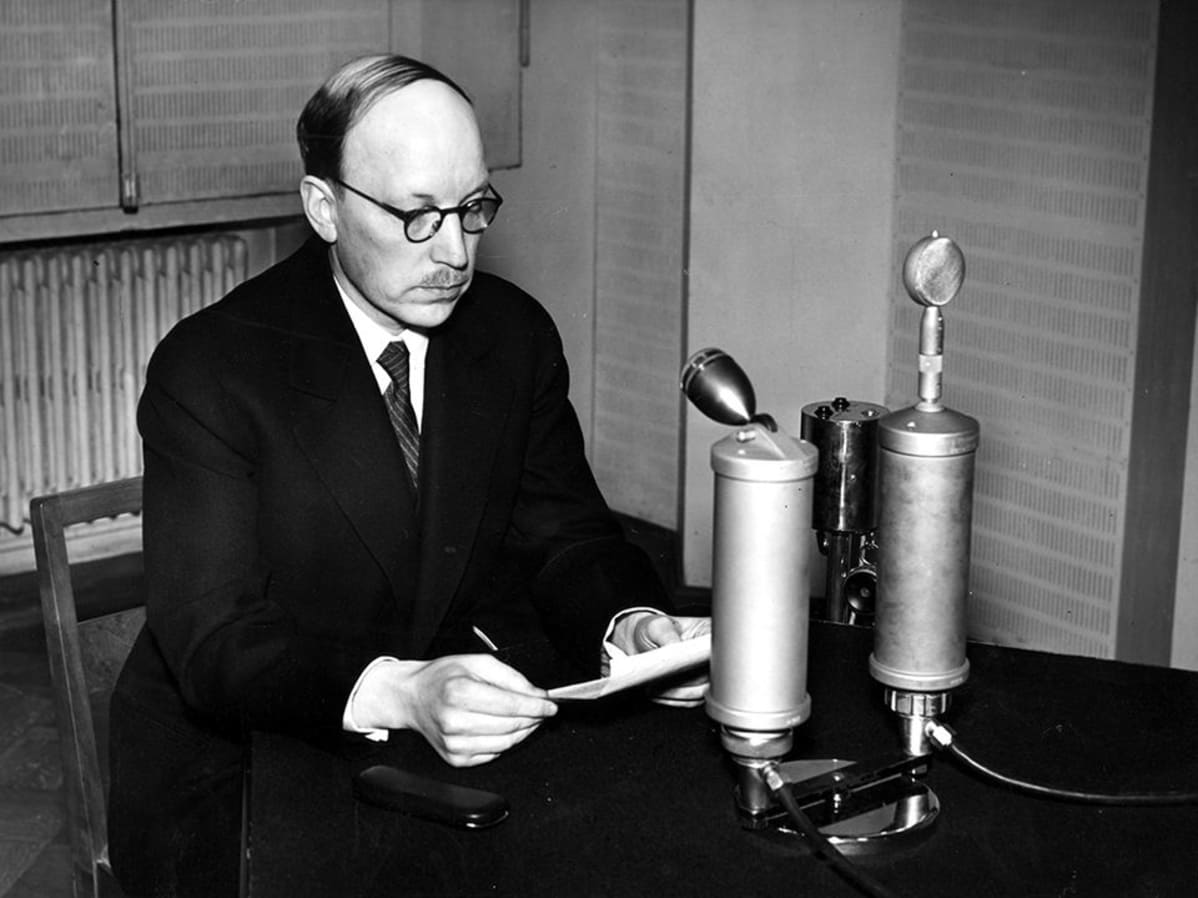
Risto Ryti (1941)

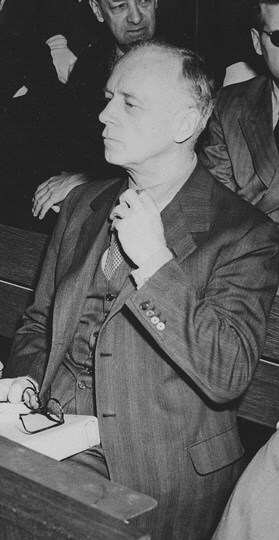
Joachim von Ribbentrop (1946)

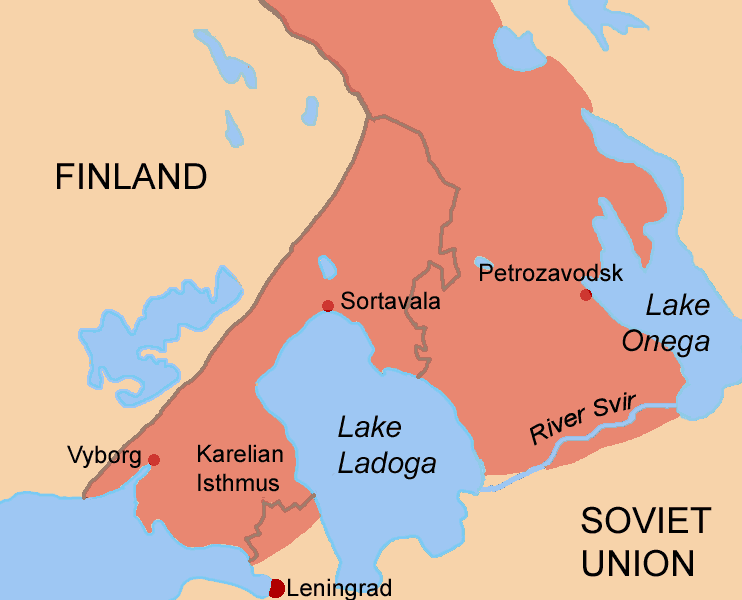
Lage Anfang Dezember 1941 bis Juni 1944.

Durch die Ryti-Ribbentrop-Einverständniserklärung (finnisch Ryti-Ribbentrop-sopimus) vom 26. Juni 1944 wandelte sich die Zusammenarbeit zwischen der Republik Finnland mit dem Deutschen Reich während des Zweiten Weltkriegs zu einem formalen Militärbündnis.

## Inhalt
Mit dem Vertrag verpflichtete sich der damalige finnische Präsident Risto Ryti, im Fortsetzungskrieg keinen Separatfrieden mit der Sowjetunion zu schließen, außer mit ausdrücklicher Zustimmung des Deutschen Reichs. Das Abkommen war das Verhandlungsergebnis des NS-Außenministers Joachim von Ribbentrop, der am 22. Juni überraschend in Helsinki eingetroffen war.
Dem Abkommen wurde nach eingehender Prüfung Marschall Mannerheims und des Kriegskabinetts zugestimmt, allerdings wurde es als Rytis persönliches Unterfangen ausgegeben, um somit absichtlich die Form eines bindenden Vertrags zwischen den Regierungen Finnlands und des Deutschen Reiches zu vermeiden, was die Miteinbeziehung des finnischen Parlaments erfordert hätte.

## Scheitern
Die Vereinbarung wurde – aus finnischer Sicht – hinfällig, als Ryti am 31. Juli von seinem Amt als Präsident zurücktrat und Mannerheim sein Nachfolger wurde. Auf Anfrage des Chefs des OKW, Generalfeldmarschall Wilhelm Keitel, setzte Mannerheim die Deutschen davon in Kenntnis, dass er bzw. Finnland sich keineswegs an Rytis Einverständniserklärung gebunden sah.
Binnen sechs Wochen schloss Finnland mit der Sowjetunion einen Waffenstillstand. Die Waffenstillstandsbedingungen sahen vor, die deutsche Wehrmacht mit Waffengewalt aus Nordfinnland zu vertreiben, woraus sich der Lapplandkrieg entwickelte.

## Bewertung
Im Nachhinein stellte sich heraus, dass die Bedeutung des Ryti-Ribbentrop-Vertrags für den weiteren Kriegsverlauf im Juni 1944 deutlich überschätzt worden war. Die Wehrmacht hatte bereits dringend benötigte Panzerabwehrwaffen geliefert und eine bedeutende Anzahl von Bomberstaffeln entsandt, um die Verteidigung der Karelischen Landenge zu unterstützen. Tatsächlich waren wohl alle benötigten militärischen Hilfsgüter bereits in Finnland oder auf dem Weg dorthin, als Ribbentrop auf Präsident Ryti Druck ausübte – somit arbeiteten das deutsche Außenministerium und das OKW anscheinend aneinander vorbei. Vor der sowjetischen Sommeroffensive 1944 band die finnische Armee schätzungsweise mindestens 26 Divisionen, 5 Brigaden und 16 Regimenter der Roten Armee. Für die Wehrmacht waren die finnischen Streitkräfte demnach von großem Nutzen, durch deren engagierte Verteidigung der finnischen Heimat vor einer kommunistischen Invasion den deutschen Rückzug aus Russland – und später auch dem Baltikum – zu decken.
Demgegenüber wollte das deutsche Auswärtige Amt in der Wilhelmstraße seinerseits aus Finnlands prekärer Lage (nach der Einnahme der Festung Wyborg durch die Sowjets) einen Vorteil ziehen, indem militärische Hilfslieferungen an politische Zugeständnisse geknüpft werden sollten. Ryti und Mannerheim war das Kompetenzgerangel zwischen OKW und dem Auswärtigen Amt nicht bewusst; außerdem war das Risiko zu groß, dass am Ende Ribbentrops Ministerium die Wehrmacht doch dazu bringen könnte, die Unterstützung Finnlands vollständig einzustellen.

## Geschichtlicher Hintergrund
Finnland erlebte in der ersten Hälfte des 20. Jahrhunderts eine turbulente Zeit.
Sowohl russische Expansionspläne als auch die Oktoberrevolution hatten die vormals guten russisch-finnischen Beziehungen getrübt. Der Finnische Bürgerkrieg mit seinen blutigen Nachwirkungen, die Åland-Krise, die expansionistische Rhetorik und die militärischen Expeditionen in Russisch-Karelien, der leidenschaftliche Antikommunismus und der Mäntsälä-Aufstand der semi-faschistischen Lapua-Bewegung mit Verbindungen in höchste finnische Kreise führten zu kühlen und später auch kaum verbesserten Beziehungen mit den anderen skandinavischen Ländern.
Eine versuchte Zusammenarbeit der im Zuge des Zerfalls des Russischen Reichs unabhängig gewordenen Staaten („Grenzstaaten“) mit der Sowjetunion kam nicht zustande. Die durch die Intervention des Deutschen Kaiserreichs im Finnischen Bürgerkrieg verbliebene pro-deutsche Stimmung erhielt nach der Machtergreifung der Nationalsozialisten in Deutschland einen deutlichen Dämpfer. Finnlands demokratische Traditionen reichen bis ins 16. Jahrhundert, und nach den gescheiterten Aufständen von links und rechts zeigten sich die Finnen von den brutalen Seiten des „neuen Deutschlands“ ziemlich befremdet – die Finnen zählten nach der NS-Rassentheorie keineswegs zur „Herrenrasse“.
Die Abessinien-Krise von 1935 und der ihr folgende Italienisch-Äthiopische Krieg kennzeichneten das Ende des durch den Völkerbund aufrechterhaltenen Friedens im Interbellum, und Finnland drohte wieder, mit seinem großen expansionistischen russischen Nachbarn alleine gelassen zu werden. Unter Premierminister Toivo Mikael Kivimäki orientierte sich Finnland außenpolitisch stärker an Skandinavien und die neutralistische Oslo-Gruppe. Finnland suchte Schutz durch die Zugehörigkeit zu einer Gruppe kleinerer Nationen, die glaubhaft keine aggressiven Absichten hegten, aber ein vitales Interesse daran hatten, einer Fremdaggression standzuhalten. Diese veränderte Außenpolitik machte es aus Glaubwürdigkeitsgründen notwendig, diplomatisch größeren Abstand von NS-Deutschland zu nehmen und sich mehr der Sowjetunion anzunähern.
Finnlands neue skandinavisch orientierte Außenpolitik war kein Fehlschlag. Eine maßgebliche Folge war die Angleichung der finnischen Munition an die schwedische, was für Finnlands Widerstandsfähigkeit bei der sowjetischen Invasion im Winterkrieg entscheidend gewesen sein mag. Während des Winterkriegs bewilligte Schweden Finnland Kredite in großem Umfang und stellte Munition, Nachschub und fast zehntausend Freiwillige zur Verfügung. Die Finnen erwarteten jedoch einen entscheidenden Beitrag: Eine wesentliche Anzahl regulärer Truppen. Die militärischen Pläne waren bereit, Stockholms politische Unterstützung war aber unzulänglich. Das schwedische Misstrauen gegenüber möglichen expansionistischen Zielen Finnlands, wie sie häufig und lautstark von der nationalistischen Akademischen Karelien-Gesellschaft und anderen Gleichgesinnten kundgetan wurden, war noch zu stark. Schwedens Entscheidung, keine regulären Truppen zu entsenden, wurde in Finnland nach dem herben Moskauer Friedensvertrag gemeinhin als Beweis für das Scheitern der skandinavisch-orientierten Außenpolitik wahrgenommen.
Als sowohl die Sowjetunion, wie auch vor allem die finnische öffentliche Meinung engere finnisch-schwedische Beziehungen missbilligten, musste Finnland seine Außenpolitik wieder neu ausrichten: Diesmal wurde beim Deutschen Reich Schutz gesucht (erneut durch Kivimäki – nunmehr Botschafter in Berlin – bewerkstelligt), was, nach einer Verständigung über Truppentransporte und Munitionslieferungen, zur Stationierung starker Wehrmachtsverbände in Nordfinnland im Vorfeld des Unternehmens Barbarossa führte.
Drei Tage nach dem deutschen Angriff in Osteuropa gegen die Sowjetunion begann der Fortsetzungskrieg: Ein halbes Dutzend finnische Ortschaften und Städte wurde von den sowjetischen Luftstreitkräften angegriffen, kurz darauf drangen finnische und deutsche Truppen auf sowjetisch besetzte Gebiete Finnlands vor.
Die deutsche Führung war hartnäckig bestrebt, Finnland zu einem formalen Bündnis mit dem Deutschen Reich zu bewegen, die Finnen hatten hingegen in der Miekantuppipäiväkäsky-Deklaration ihre – durchaus offensiven und expansionistischen – Ziele für „begrenzt“ erklärt, und als wenige Monate später nicht nur die verloren gegangenen Gebiete, sondern auch Ost-Karelien erobert werden konnte, sahen sie keine Notwendigkeit für ein unvorteilhaftes Bündnis.
Die Wyborg-Petrosawodsker Operation der Sowjetunion konnte anfangs große Erfolge einfahren. Deutschland war jedoch auf ein Verbleiben Finnlands im Krieg angewiesen. Ein Austritt Finnlands würde es der Sowjetunion erlauben, wieder in die baltische See vorzustoßen und so die Stellungen in den baltischen Staaten bedrohen, welche bis dato bei mehreren heftigen Schlachten bei Narva standgehalten hatten. Dies ebnete schließlich den Weg für den Ryti-Ribbentrop-Vertrag, in welchem Deutschland Finnland Unterstützung zusicherte, wenn dieses im Krieg bleiben würde. Der Vertrag trat am 26. Juni 1944 in Form einer Garantie durch Ryti in Kraft.
Wegen der Konzentration der Sowjetunion auf die Front gegen Deutschland wurde der Angriff der Roten Armee auf der Karelischen Landenge aufgegeben. Die finnischen Fronten wurden entlastet. Die neue finnische Regierung nutzte die Situation und löste den Ryti-Ribbentrop-Vertrag um Frieden zu schließen, sehr zum Unwillen der deutschen Regierung, der es nicht gelang Finnland in den Reihen der Achsenmächte zu behalten.

## Kontroverse
Die Frage, was der Ryti-Ribbentrop-Vertrag „in Wirklichkeit“ war, bleibt einigermaßen umstritten, genauso wie die Frage, ob Finnlands Zusammenarbeit mit NS-Deutschland „in Wirklichkeit“ nicht ein verdecktes Bündnis und ob der Fortsetzungskrieg „in Wirklichkeit“ nicht ein finnischer Angriffskrieg war, auch wenn er als Verteidigungskrieg gegen einen sowjetischen (Präventiv-)Angriff begonnen wurde.
Viele dieser Kontroversen gehen auf die sowjetische Vorstellung zurück, die die Ansicht finnischer Flüchtlinge in Russland übernahm, dass der Faschismus seit dem Finnischen Bürgerkrieg bei allen finnischen Politikern – ausgenommen den illegalen Kommunisten – und großen Teilen der finnischen Gesellschaft mehr oder weniger die Oberhand gewonnen hatte. Die Finnen selbst betrachteten den Faschismus in ihrer tief verwurzelten Demokratie lediglich als Randerscheinung, insbesondere nach dem kläglich gescheiterten Mäntsälä-Aufstand.
Josef Stalin, der NKVD und die sowjetische Propaganda hingegen deuteten die finnischen Ereignisse im Geiste der dogmatischen Überzeugung, dass die meisten Mitglieder der politischen Führung Finnlands, einschließlich bekannter Sozialdemokraten, verkappte Faschisten waren. Eine finnische Besonderheit war, dass die politische Arbeiterbewegung von Sozialdemokraten und Sozialisten und nicht – zu Stalins großem Verdruss – von Kommunisten dominiert war und auch heute noch ist. Finnland war zudem eines der wenigen Länder, in denen die Politik gleichermaßen sowohl von linken als auch von antikommunistischen Strömungen beeinflusst war.
Als die Sowjetunion Mitglied der Alliierten war, hatte die sowjetische Weltsicht nicht nur auf frankophone und anglophone Historiker ungewöhnlich großen Eingang, sondern auch auf die gesamten skandinavischen Länder.
Nach dem Krieg wurde die Kommunistische Partei Finnlands (KPFi) legalisiert (die dann allerdings keinen besonderen politischen Einfluss hatte), und über die sowjetische Sicht der Dinge wurde sogar unter konservativen Regierungen zuvorkommend häufig in finnischen Zeitungen berichtet, ohne allzu offensichtlich als solche gekennzeichnet zu sein.